# Hem-Hardinval
Hem-Hardinval är en kommun i departementet Somme i regionen Hauts-de-France i norra Frankrike. Kommunen ligger i kantonen Doullens som tillhör arrondissementet Amiens. År 2022 hade Hem-Hardinval 365 invånare.

## Befolkningsutveckling
Antalet invånare i kommunen Hem-Hardinval
| Referens: INSEE |